# Le Val-de-Guéblange
Le Val-de-Guéblange là một xã trong tỉnh Moselle, vùng Grand Est đông bắc nước Pháp.